# Elegy (album Amorphis)
Elegy – trzeci album fińskiego zespołu deathmetalowego Amorphis, wydany w maju 1996 roku przez wytwórnię Relapse Records. Jest to pierwszy album, w którym dominuje czysty śpiew (w przeciwieństwie do dominującego na poprzednich płytach growlu), wykonywany przez nowego wokalistę zespołu, Pasi Koskinena.
Muzyka i teksty piosenek inspirowane są tradycyjnymi fińskimi balladami zebranymi w utworze Kanteletar przez Eliasa Lönnrota w 1840 roku. Dominującym w tym albumie gatunkiem jest metal progresywny, z dużym wpływem fińskiego folku, jak również elementami melodic death metalu i nowej fali brytyjskiego heavy metalu.
Według danych z kwietnia 2002 album sprzedał się w nakładzie 15,100 egzemplarzy na terenie Stanów Zjednoczonych.
W 2004 roku wytwórnia Relapse ponownie wydała album jako digipack zawierający cztery dodatkowe nagrania na żywo.

## Twórcy
- Tomi Koivusaari – śpiew, gitara rytmiczna, gitara akustyczna, tamburyn
- Esa Holopainen – gitara prowadząca, gitara akustyczna, elektryczny sitar
- Olli-Pekka Laine – gitara basowa
- Kim Rantala - instrumenty klawiszowe, akordeon
- Pekka Kasari - perkusja
- Pasi Koskinen – śpiew

## Lista utworów
1. "Better Unborn" (Holopainen) – 5:52
2. "Against Widows" (Laine) – 4:06
3. "The Orphan" (Holopainen, Laine) – 5:17
4. "On Rich and Poor" (Holopainen, Rantala) – 5:19
5. "My Kantele" (Holopainen) – 5:02
6. "Cares" (Koivusaari, Holopainen, Laine) – 4:29
7. "Song of the Troubled One" (Holopainen, Laine) – 4:08
8. "Weeper on the Shore" (Laine, Rantala) – 4:52
9. "Elegy" (Rantala) – 7:21
10. "Relief" (Laine) – 4:09
11. "My Kantele (acoustic reprise)" (Holopainen) – 5:55

### Utwory dodatkowe na reedycji z 2004 roku
1. "Better Unborn (live)"
2. "Against Widows (live)"
3. "The Castaway (live)"
4. "Black Winter Day (live)"